# آدولفوس (کنتاکی)
آدولفوس (به انگلیسی: Adolphus) یک منطقهٔ مسکونی در ایالات متحده آمریکا است که در شهرستان آلن، کنتاکی واقع شده است. آدولفوس ۱۹۵٫۰۷ متر بالاتر از سطح دریا قرار دارد.